# 해저생산설비
해저생산설비(subsea production systems)는 천해든 심해든 상관없이 해저에 위치한 석유정(oil well)을 의미한다. 해저에서 천연석유를 추출한 뒤 기존의 생산설비나 육상설비로도 연결이 가능한 경우에는 일반적으로 부유식생산설비(FPS, floating production system)라 한다. 굴착기를 이용해 석유정을 파낸 후 추출된 석유 또는 천연가스를 바다 아래에 있는 가스관을 통해 해팽(oceanic rise)으로 보낸 뒤 공정 설비까지 보낸다. 'Subsea Production System'은 해저생산설비 외에도 해저생산시스템, 해저생산플랜트, 해저생산장비, 심해생산시스템, 심해저생산시스템 등 다양한 명칭으로 번역되고 있다. (해저는 천해 및 심해에 있는 땅을 모두 포함하는 단어이므로 '심해'는 적절하지 않다.) 본 설비는 다음과 같은 하부설비로 나뉜다.
- 해저생산제어설비
- Subsea structures and manifold system
- Subsea intervention system
- Subsea umbilical system
- 해저공정설비

## 같이 보기
- 해양공학
- 유정 (석유)